# David Wieczorek
 (novembre 2020).
Pour les articles homonymes, voir Wieczorek.
David Matthew Wieczorek est un joueur américain de volley-ball né le 3 janvier 1996 à Chicago, Illinois. Il joue réceptionneur-attaquant. 

## Palmarès

### Équipe nationale
Championnat d'Amérique du Nord:
- 2019

### Distinctions individuelles
- 2018: Meilleur serveur Coupe Panaméricaine